# Hittnau
Hittnau é uma comuna da Suíça, no Cantão Zurique, com cerca de 3.150 habitantes. Estende-se por uma área de 12,92 km², de densidade populacional de 244 hab/km². Confina com as seguintes comunas: Bäretswil, Bauma, Pfäffikon.
A língua oficial nesta comuna é o Alemão.